# Jakob Julius David
Jakob Julius David (6. února 1859 Hranice – 20. listopadu 1906 Vídeň) byl moravský německy píšící spisovatel a novinář židovského původu, jehož dílo je úzce spjato s Moravou.

## Život
Narodil se v rodině Jonase Davida a Karoliny roz. Mandel. Poté, co jeho otec r. 1866 zemřel na choleru, matka přenechala výchovu syna příbuzným ve Starém Jičíně. Aby se mohl oženit r. 1891 s katoličkou Kristinou Julianou Ostruszkou (1866?), nechal se pokřtít a konvertoval od judaismu ke katolicismu.
Studoval na gymnáziu v Těšíně, Kroměříži a Opavě. V roce 1873 onemocněl tyfem. Od té doby byl silně nedoslýchavý, krátkozraký a trpěl prudkými bolestmi hlavy. Roku 1877 odešel do Vídně, kde strávil celý tvůrčí život. Na Vídeňské univerzitě r. 1889 vystudoval filologii a pedagogiku. Živil se novinařinou (psal mj. pro Wiener Zeitung) a ve svém díle se věnoval moravské domovině, postavení městského proletariátu ve Vídni i životu soudobých židů v nežidovském prostředí. Měl blízko k naturalismu.
V románu Das Höferecht (1890, Právo na statek) ukazuje okolnosti vedoucí mladou židovku k neblahé roli ve venkovském společenství. Zatímco otec je náboženským fanatikem, matka se směšně upíná ke společenskému vzestupu. Hrdinka nachází východisko v promiskuitní sexualitě, její životní cestu tak poznamenává hřích a nemožnost skutečného osvobození. Stává se "věčnou židovkou", ženskou variantou stereotypního obrazu Ahasvera.
Jednou z nejznámějších z řady novel a povídek je Die Hanna (1904), věnovaná moravské Hané. Dívka Hana (venkovanka) sedí malíři (měšťákovi) modelem pro akt, zamiluje se do něj a on do ní. Problém však nastává, když malíř obraz vystaví. Hana se cítí zneuctěna a stud ji dovede až k sebevraždě. Povídka popisuje kontrast mezi městskou a vesnickou kulturou.

## Dílo

### Souborné dílo
- Gesammelte Werke in sieben Bänden. München und Leipzig, 1908–1909

### Básně
- Gedichte. Dresden 1892

### Romány
- Das Blut, Dresden o. J.
- Am Wege sterben, Berlin 1900
- Der Übergang, Berlin 1903

### Příběhy
- Das Höfe-Recht. Dresden 1890

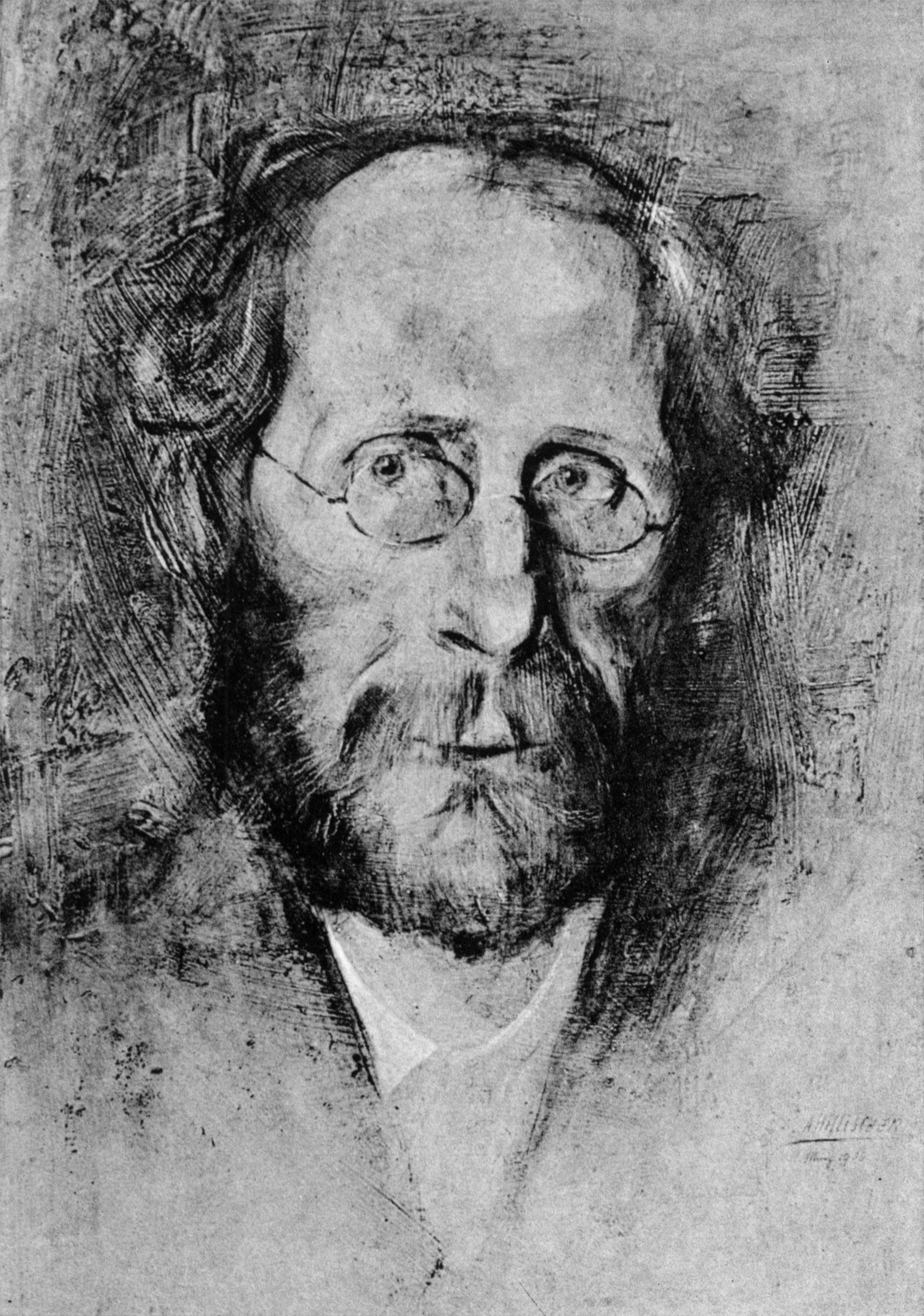
portrét od A. Hillischera

- Die Wiedergeborenen. Erzählungen. Dresden und Leipzig 1891
- Probleme. Erzählungen. Dresden und Leipzig 1892
- Frühschein. Geschichten vom Ausgang des großen Krieges. Leipzig 1896
- Vier Geschichten. Leipzig und Berlin 1897
- Die Troika. Erzählungen. Leipzig und Berlin 1901
- Die Hanna. Erzählungen aus Mähren. Berlin und Leipzig 1904
- Halluzinationen. in Neue Deutsche Rundschau XVII 1906
- Wunderliche Heilige. Erzählungen. Wien 1906

### Drama
- Hagars Sohn, Schauspiel, Wien 1891
- Ein Regentag. Drama, Leipzig 1896
- Neigung, Schauspiel, Leipzig 1898
- Der getreue Eckardt. Schauspiel, Leipzig 1902

### Eseje
- Mitterwurzer. Berlin 1905
- Vom Schaffen. Essays, Jena 1906
- Essays. München 1909

### Přeložené do češtiny
- Smrt na cestě – přeložil V. R. Praha: tiskový výbor ČSDSD, 1911
- Haná: povídky z Moravy – př. Otto Rybář. Praha: Pokrok, 1913
- Hanačka – př. Olga Dolková. Praha: I. L. Kober, 1918